# Erzeparchie Aleppo (Armenier)
Die Erzeparchie Aleppo (lat.: Archieparchia Aleppensis Armenorum) ist eine in Syrien gelegene Erzeparchie der armenisch-katholischen Kirche mit Sitz in Aleppo.

## Geschichte
Die Erzeparchie Aleppo wurde 1710 als Eparchie Aleppo errichtet. Am 3. Februar 1899 wurde die Eparchie Aleppo durch Papst Leo XIII. zur Erzeparchie erhoben.

## Ordinarien

### Bischöfe der Eparchie Aleppo
- Giuseppe Matear, 1852–…
- Gregorio Balitian, 1861–…

### Erzbischöfe der Erzeparchie Aleppo
- Agostino Sayeghian, 1902–1926
- Giorgio Kortikian, 1928–1933
- Krikor Hindié, 1933–1952
- Iknadios Batanian, 1952–1959,
- Georges Layek, 1959–1983
- Joseph Basmadjan, 1984–1988
- Boutros Marayati, seit 1989